# Mohamed Kamel Amr

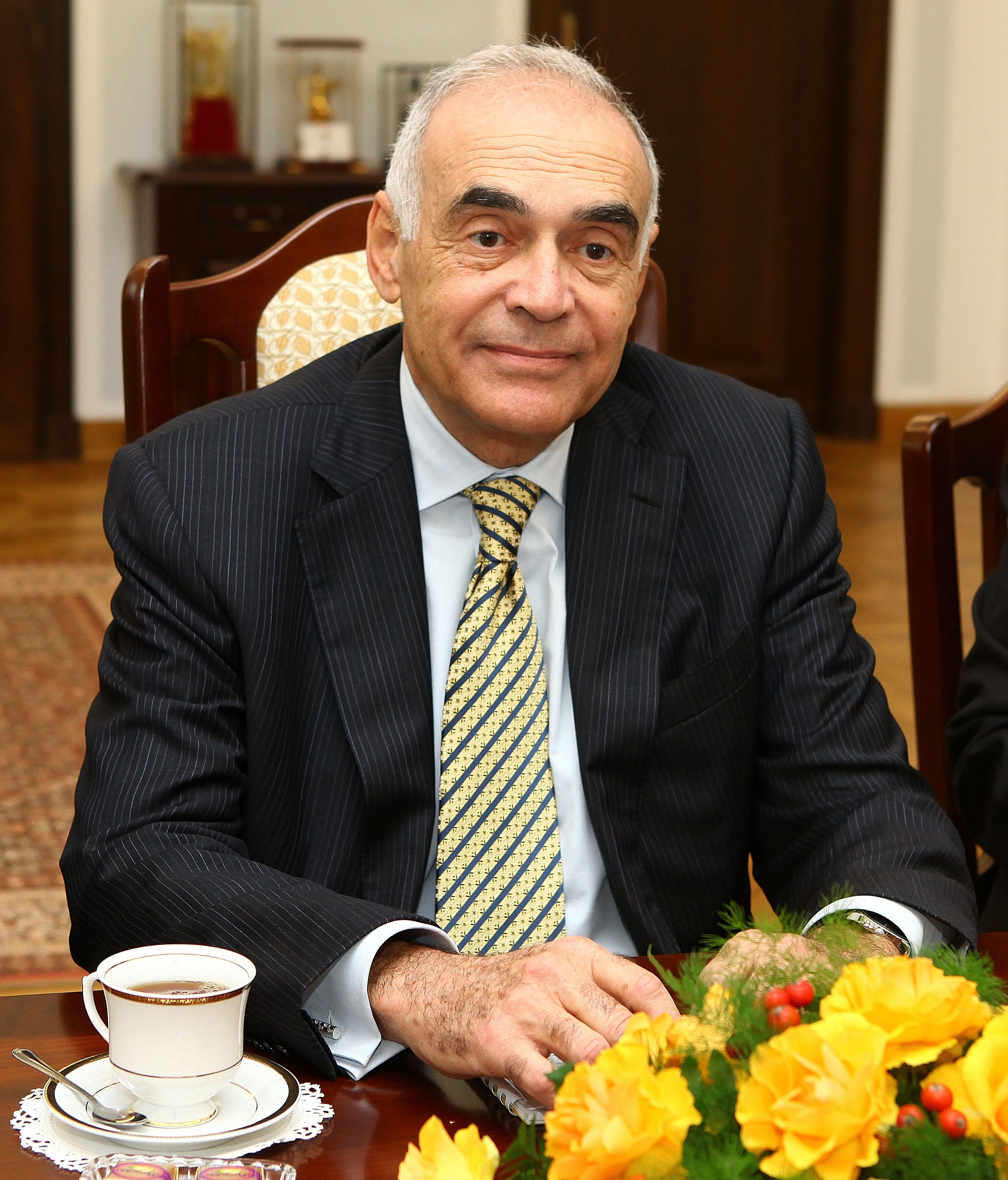

Mohamed Kamel Amr (en árabe: محمد عمرو کامل, nacido el 1 de diciembre de 1942) es un diplomático egipcio que se desempeñó como ministro de Relaciones Exteriores de Egipto desde 2011 hasta 2013. Él dimitió de su cargo el 2 de julio de 2013.
Amr fue nombrado como miembro de la delegación diplomática árabe, encabezado por el jefe de la Liga Árabe, Nabil al-Arabi, que tiene que ver con el conflicto político entre la Autoridad Nacional Palestina (ANP) e Israel el 27 de diciembre de 2012. La delegación también incluyó al ministro jordano extranjero Nasser Judeh. The delegation also included Jordanian foreign minister Nasser Judeh.
El 4 de julio de 2013, Amr aseguró el secretario de Estado estadounidense, John Kerry, en una llamada telefónica que el derrocamiento del presidente Mohamed Mursi no había sido un golpe militar, sino una revolución.